# Rolls-Royce Phantom (2017)
Rolls-Royce Phantom VIII är en lyxbil, som den brittiska biltillverkaren Rolls-Royce introducerade på bilsalongen i Frankfurt i september 2017.